# Methylmagnesiumbromid
Methylmagnesiumbromid ist eine chemische Verbindung aus der Gruppe der Grignard-Verbindungen, welche zu den metallorganischen Verbindungen gehören.

## Gewinnung und Darstellung
Methylmagnesiumbromid kann durch Reaktion von Magnesium mit Methylbromid gewonnen werden.
{\displaystyle {\ce {CH3Br + Mg -> CH3MgBr}}}

## Eigenschaften
Methylmagnesiumbromid wird kommerziell als Lösung in Diethylether oder 2-Methyltetrahydrofuran in den Handel gebracht.

## Verwendung
Methylmagnesiumbromid wird zur Herstellung anderer chemischer Verbindungen (wie zum Beispiel Clemastin) verwendet. Bei der Addition von Methylmagnesiumbromid an α-chirale Aldehyde und Ketone, die am α-Stereozentrum kein Heteroatom enthalten, tritt Cram-Selektivität auf.

## Sicherheitshinweise
Da die Zersetzungswärme von Grignard-Reagenzien mit Wasser groß ist und die Lösungsmittel, in dem sie gelöst werden, leicht flüchtig und brennbar werden, müssen sie mit äußerster Vorsicht behandelt werden. Insbesondere die Lösung von Methylmagnesiumbromid in Diethylether kann sich bei Kontakt mit Wasser oder sogar feuchten Böden spontan entzünden.